# دهه ۶۶۰ (پیش از میلاد)
دهه ۶۶۰ (پیش از میلاد) ۶۶مین دهه قبل از مبدا شروع تقویم میلادی است.

## مناسبت‌ها
- روز سنتی پیدایش ژاپن به دست امپراتور کیا.